# 村山淳彦
村山 淳彦（むらやま きよひこ、1944年 - ）は、日本の文学研究者、アメリカ文学者。東京都立大学名誉教授。元東洋大学教授。

## 来歴
東京大学大学院人文科学研究科英文学専修修士課程修了、1973年同博士課程中退。
國學院大學教員、一橋大学経済学部教授、旧・東京都立大学人文学部教授を経て、2005年4月から2015年3月まで東洋大学文学部第一部英米文学科英米文学科教授。
1988年『セオドア・ドライサー論』で日米友好基金アメリカ研究図書賞受賞。

## 著書
- セオドア・ドライサー論：アメリカと悲劇 南雲堂 1987.7
- エドガー・アラン・ポーの復讐 未來社 2014.11
- ドライサーを読み返せ：甦るアメリカ文学の巨人 花伝社 2022.9
- 忘れられた古典を翻訳する：セオドア・ドライサー『アメリカの悲劇』の新たなる発見 花伝社 2025.1

## 翻訳
- 世界をゆるがせた十日間 ジョン・リード 松本正雄共訳、新日本文庫（上下）1977
- ビート世代の人生と文学 裸の天使たち ジョン・タイテル 大橋健三郎共訳 紀伊國屋書店 1978.2
- 文無しラリー ジャック・コンロイ 三友社出版 1986.1 (20世紀民衆の世界文学)
- わが魂はネルソンとともに ウィニー・マンデラ 阿部登共訳 新日本出版社 1987.12
- ネルソン・マンデラ アパルトヘイトに立ち向かって メアリー・ベンソン 阿部登共訳 新日本出版社 1989.1
- アンチ・ソシュール ポスト・ソシュール派文学理論批判 レイモンド・タリス 未来社 1990
- ニュー・クリティシズム以後の批評理論 フランク・レントリッキア 福士久夫共訳 未来社（上下） 1993.2
- シスター・キャリー セオドア・ドライサー 岩波文庫（上下）1997
- セクシャル・ハラスメントオブワーキング・ウィメン キャサリン・A・マッキノン 監訳・志田昇ほか訳 こうち書房 1999.8
- 開拓者たち フェニモア・クーパー 岩波文庫（上下）2002
- 移動の時代 旅からディアスポラへ　カレン・カプラン 未來社 2003.3
- セオドア・ドライサー事典 キース・ニューリン編  雄松堂出版 2007.9
- 哲学を回避するアメリカ知識人 プラグマティズムの系譜　コーネル・ウェスト 堀智弘・権田建二共訳 未來社 2014
- レトリックの哲学 アイヴァー・A・リチャーズ 未來社 2021（転換期を読む）
- モヒカン族最後の戦士　フェニモア・クーパー 小鳥遊書房 2024
- アメリカの悲劇　セオドア・ドライサー 花伝社（上下） 2024